# Мирошниченко, Иван Леонтьевич
Иван Леонтьевич Мирошниченко (1898, Мариуполь, Екатеринославская губерния, Российская империя — неизвестно, Тельмановский район, Донецкая область) — управляющий отделением зернового совхоза имени XVIII партсъезда Министерства совхозов СССР, Тельмановский район Сталинской области, Украинская ССР. Герой Социалистического Труда (1949).

## Биография
Родился в 1898 году в Мариуполе, Екатеринославская губерния. С раннего возраста трудился в сельском хозяйстве. После начала Великой Отечественной войны эвакуировался на восток СССР. В марте 1942 года призван в Красную Армию по мобилизации. Участвовал в Великой Отечественной войне. Сражался командиром отделения, командиром взвода транспортной роты при обороне Сталинграда в составе 1313-го стрелкового полка 173-й стрелковой дивизии, с марта — в составе 218-го гвардейского стрелкового полка 77-й гвардейской стрелковой дивизии. Освобождал Польшу, участвовал в Висло-Одерской наступательной операции.
После демобилизации возвратился на Украину, где возглавил отделение № 2 совхоза имени 18 партсъезда (с 1992 года — опытное хозяйство «Приазовье» Донецкого института агропромышленного производства) Тельмановского района с центральной усадьбой в селе Новосёловка Тельмановского района (сегодня — Волновахский район).
В 1948 году труженики отделения под его руководством получили в среднем с каждого гектара по 32,3 центнера пшеницы на площади 313 гектаров. Указом Президиума Верховного Совета СССР от 14 мая 1949 года удостоен звания Героя Социалистического Труда за «получение высоких урожаев пшеницы в 1948 году» с вручением ордена Ленина и золотой медали «Серп и Молот» (№ 3596).
Этим же указом званием Героя Социалистического Труда были награждены директор совхоза Иван Андреевич Бабенко, старший агроном Борис Михайлович Черепов, звеньевая Елена Иосифовна Рудницкая, старший механик Клим Власович Харчук и механик отделения Илья Дмитриевич Саввахай.
После выхода на пенсию проживал в Тельмановском районе. С 1968 года — персональный пенсионер союзного значения. Дата смерти не установлена.
Награды
- Герой Социалистического Труда
- Орден Ленина
- Орден Отечественной войны 2 степени (04.04.1945)
- Орден Красной Звезды (05.12.1944)
- Медаль «За оборону Сталинграда» (22.12.1942)
- Медаль «За боевые заслуги» (20.11.1943)
- Медаль «За трудовую доблесть» (26.02.1958)